# Кызыл-Озгерюш
Кызыл-Озгерюш (кирг. Кызыл-Өзгөрүш) — село в Токтогульском районе Джалал-Абадской области Кыргызстана. Административный центр Кызыл-Озгорушского айылного аймака.

## География
Село расположено в северо-восточной части области, на левом берегу реки Конгур-Огюз, на расстоянии приблизительно 44 километров (по прямой) к юго-востоку от города Токтогула, административного центра района. Абсолютная высота — 1760 метров над уровнем моря.

## Население
Согласно оценочным данным Национального статистического комитета Кыргызской Республики, численность населения села на начало 2023 года составляла 2262 человека.
| год     | 2009 | 2014 | 2015 | 2020 | 2021 | 2023 |
| ------- | ---- | ---- | ---- | ---- | ---- | ---- |
| человек | 1965 | 2334 | 2267 | 2342 | 2368 | 2262 |